# Ahmed Cevdet Pascha

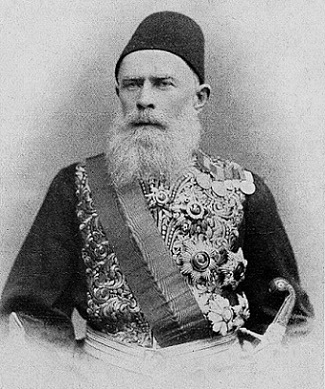
Ahmed Cevdet Pascha

Lofçalı Ahmed Cevdet Pascha (osmanisch احمد جودت پاشا İA Aḥmed Cevdet Paşa; * 22./26. März 1822 in Lowetsch; † 26. Mai 1895 in Istanbul) war ein osmanischer Staatsmann, Historiker und Rechtsgelehrter. Sein Lebenswerk umfasst neben der Mitarbeit an mehreren Gesetzeskodifikationen, wie etwa der Mecelle, die zwölfbändige „Chronik des Cevdet“ und das gemeinsam mit Mehmed Fuad Pascha verfasste Grammatikbuch der osmanischen Sprache.

## Leben

### Jugend und Ausbildung
Geboren wurde Ahmed je nach Quellenlage am 28. Dschumada II. oder 3. Radschab 1237 nach islamischer Zeitrechnung, also am 22. beziehungsweise 26. März 1822greg., als Sohn İsmail Ağas, eines Großgrundbesitzers und Mitglieds des örtlichen Verwaltungsrats, und Ayşe Sünbül Hanıms in der Stadt Lofça (Lowetsch im heutigen Bulgarien). Dort hatte sich sein aus Kırkkilise stammender Vorfahre Yularkıran Ahmed Ağa nach dem Frieden vom Pruth niedergelassen. Bereits in jungem Alter erlernte er von Mufti Hâfız Ömer Efendi die arabische Sprache. 1836 wurde er von Mehmed Eşref Efendi unterrichtet und lernte dessen Sohn Ahmed Şefik Midhat kennen. Seine schulische Grundausbildung schloss er in seiner Geburtsstadt ab.
An die Grenzen der Ausbildungsmöglichkeiten in Lofça gestoßen, wollte Ahmed nach Istanbul, um dort weiter zu studieren. Dabei erfuhr er Unterstützung von seinem Großvater Hacı Ali Efendi, der auch Ahmeds Eltern davon überzeugen konnte, ihren jungen Sohn wegzuschicken. 1839 ging Lofçalı Ahmed in die Hauptstadt des Reiches und besuchte die Papasoğlu-Madrasa in Çarşamba, Fatih. Dort gehörte er zu den wohlhabendsten Studenten und konnte sich die Bezahlung eines armen Mitstudenten für das Reinigen seines Zimmers und die Zubereitung seines Essens leisten. In der madrasa-freien Zeit besuchte er die von einigen Hodschas angebotenen „Ferienkurse“ (tatil dersleri). Von Miralay (ميرالای / ‚Oberst‘) Nûri Bey erhielt er Arithmetik-, Algebra-, Logarithmus- und Geometrieunterricht. Etwa im Alter von zwanzig Jahren lehrte ihn in der Tekke des Murad Molla, wo von Şeyh Mehmed Murad Molla Masnawī-Dichtung rezitiert wurde, Hafız Tevfik Efendi die persische Sprache. Bei dem Dichter Süleyman Fehim Efendi vertiefte er seine persischen Sprachkenntnisse. Von diesem erhielt er 1843 den Namen „Cevdet“ als Mahlas (مخلص / ‚Pseudonym, Dichtername‘). Zwar hatte Ahmed bereits in Lofça „Vehbi“ als Mahlas erhalten, doch erachtete Süleyman Fehim Efendi diesen als ungeeignet, da der Name mit Seyyid Vehbi und Sünbülzade Vehbi prominent vertreten war. In Istanbul studierte Ahmed Cevdet auch die Werke von Historikern wie Ibn Chaldun, Michelet, Taine und Hammer-Purgstall.

### Öffentliche Ämter
1844 ging er für kurze Zeit nach Përmet, um dort als Qādī zu dienen. Nachdem er die rüûs-Prüfung bestanden hatte, was ihm eine Laufbahn in den höheren Rängen der Ulama erlaubte, nahm er am 2. Juni 1845 in Istanbul seine Müderris-Tätigkeit, das heißt die Professur an einer Madrasa, auf. 1846 wählte der bald zum Großwesir ernannte Mustafa Reşid Pascha Ahmed Cevdet, der ihm empfohlen wurde, als persönlichen Rechtsberater. Die beiden Männer verband bis zum Tod Mustafa Reşid Paschas im Januar 1858 eine enge Freundschaft; Ahmed Cevdet zog zeitweise sogar bei Mustafa Reşid ein und unterrichtete dessen Kinder. In dieser Zeit lernte er auch die Paschas Mehmed Emin Ali und Mehmed Fuad kennen. Ahmed Cevdet und Mehmed Fuad Pascha verfassten in den 1840er Jahren gemeinsam in Bursa das erste moderne Grammatikbuch der osmanischen Sprache (Kavâid-i Osmânîye / قواعد عثمانیه / ‚Regeln des Osmanischen‘). 1850 wurde Ahmed Cevdet Mitglied im Rat für allgemeine Erziehung (Meclis-i Maârif-i Umûmiye / مجلس معارف عموميه) und Direktor der Dârülmuallimîn (دارالمعلمين), einer am 16. März 1848 in Istanbul gegründeten Bildungsanstalt für männliche Rüşdiye-Lehrer.

Ausschnitt aus dem Titelblatt der Tarih-i Cevdet, 1858.

1851 folgte die Mitgliedschaft in der Encümen-i Daniş, in deren Auftrag er die Geschichte des Osmanischen Reiches ab dem Friedensschluss von Küçük Kaynarca 1774 bis zur Auflösung des Janitscharenkorps 1826 niederschreiben sollte. In diesem Zusammenhang entstand zwischen den Jahren 1854 und 1884 die Tarih-i Cevdet (تاريخ جودت / ‚Chronik des Cevdet‘; ursprünglich Vekâyi-i Devlet-i Alîye / وقايع دولت عليه / ‚Ereignisse im erhabenen Staat [Osmanischen Reich]‘) als Fortsetzung Hammer-Purgstalls „Geschichte des osmanischen Reiches“. Im Februar 1855 übernahm er das Amt des Hofchronisten (vakʿanüvis / وقعه نویس / ‚Ereignisschreiber‘), das er bis 1861 oder Januar 1866 bekleidete. 1856 wurde er Qādī von Galata. Vier Jahre später wurde die von Pirîzâde Mehmed Sâhib Efendi begonnene und von Ahmed Cevdet fertiggestellte Übersetzung Mukaddime-i İbn Haldun / مقدمۀ ابن خلدون / ‚Die Muqaddima des Ibn Chaldun‘ in Istanbul veröffentlicht. Im Jahr 1861 ging Ahmed Cevdet als außerordentlicher Kommissar erfolgreich auf eine einmonatige Mission nach İşkodra in Nordalbanien, um die unruhige Lage an der montenegrinischen Grenze zu untersuchen. Später wurde er Wali von Haleb, kehrte im Februar 1868 in die Hauptstadt zurück und übernahm das Amt des Präsidenten des Divan-ı Ahkâm-ı Adliye, welcher am 6. März 1868 gegründet worden war.
Am 5. April 1868 wurde Ahmed Cevdet erstmals Justizminister. Seine Amtszeit endete nach genau zwei Jahren. In diese Zeit fällt auch der Beginn der Arbeit an der Mecelle. Nachdem er im April 1873 Erziehungsminister geworden war, wurde er am 2. November 1874 als Wali nach Yanya geschickt. Nach der Absetzung Hüseyin Avni Paschas als Großwesir am 25. April 1875 bekleidete Ahmed Cevdet das zweite Mal das Amt des Erziehungsministers. Am 8. November 1875 begann seine zweite Amtszeit als Justizminister, die wegen Differenzen mit dem Großwesir Mahmud Nedim Pascha am 8. Mai 1876 endete. Dadurch, dass Mahmud Nedim Pascha vier Tage später entlassen wurde, entging Ahmed Cevdet Pascha dem Quasi-Exil als Wali in Syrien und wurde erneut Erziehungsminister. Nach der Thronbesteigung Abdülhamids II. kehrte Ahmed Cevdet am 16. Oktober 1876 ins Justizministerium zurück. Seine dritte Amtszeit dauerte bis zum 5. Februar 1877. Anschließend war er etwa bis zum Ende des Russisch-Osmanischen Krieges von 1877–1878 Innenminister. Nach einer kurzen Amtszeit als Minister für Stiftungswesen ging er als Gouverneur nach Syrien. Dort blieb er etwa neun Monate lang, bis er durch Midhat Pascha ersetzt und als Handelsminister zurückgeholt wurde. Einen Tag nachdem Mehmed Said Pascha zum Großwesir ernannt worden war, begann am 19. Oktober 1879 Ahmed Cevdet Paschas vierte Amtszeit als Justizminister, die bis zur Ernennung Ahmed Vefik Paschas zum Großwesir anhielt. Das fünfte und letzte Mal bekleidete er das Amt des Justizministers vom 8. Juni 1886 bis zum 10. Mai 1890, bis er wegen anhaltender Differenzen mit Kıbrıslı Kâmil Pascha auf die Ausübung weiterer Ämter verzichtete und sich aus dem politischen Leben zurückzog.
In der Folgezeit widmete er sich der Fertigstellung seiner Neuausgabe (Tertîb-i Cedîd / ترتيب جديد) der Tarih-i Cevdet. Ahmed Cevdet Pascha verstarb am 25. Mai 1895 in seiner Yalı in Bebek. Mit seiner Ehefrau Adviye Rabia Hanım hatte er einen Sohn, Ali Sedat, und zwei Töchter, Emine Semiye und Fatma Aliye. Letztere wird allgemein als erste weibliche Romanschriftstellerin in der türkischen Literaturgeschichte angesehen.

## Werke (Auswahl)
- Kavâid-i Türkiye / قواعد تركيه
- Belâgat-ı Osmâniye / ﺑﻼﻏﺖ عثمانيه
- Kavâid-i Osmânîye / قواعد عثمانيه / ‚Grammatik der Osmanischen Sprache‘
- Tarih-i Cevdet / تاريخ جودت / ‚Chronik des Cevdet‘.[11] 10 Bände. Matbaa-i Osmaniye, Istanbul 1271–1292. Neuausgabe (Tertîb-i Cedîd / ترتيب جديد): 12 Bände. 1301–1309.
- Tezâkir / تذاكر / ‚Aufzeichnungen‘[12]
- Ma’rûzât / معروضات / ‚Eingaben‘[13]
- Kısas-ı Enbiyâ Aleyhimüsselâm ve Tevârih-i Hulefa / قصص انبيا عليهم السلام و تواريخ خلفا
- Mâlumât-ı Nâfia / معلومات نافعه